# Кыръёль
Кыръёль (устар. Кыр-Ёль) — река в России, течёт по территории Корткеросского района Республики Коми. Образуется слиянием ручьёв Лункыръёль и Войкыръёль на высоте 128 м над уровнем моря. Устье реки находится в 28 км по левому берегу реки Чед. Длина реки составляет 7 км.

## Данные водного реестра
По данным государственного водного реестра России относится к Двинско-Печорскому бассейновому округу, водохозяйственный участок реки — Вычегда от истока до города Сыктывкар, речной подбассейн реки — Вычегда. Речной бассейн реки — Северная Двина.
Код объекта в государственном водном реестре — 03020200112103000017962.